# Jeakson Singh Thounaojam
Jeakson Singh Thounaojam (sinh ngày 21 tháng 6 năm 2001) là một cầu thủ bóng đá người Ấn Độ thi đấu ở vị trí tiền vệ cho Indian Arrows ở I-League cho mượn từ Minerva Punjab. Anh ghi bàn thắng đầu tiên cho Ấn Độ ở một giải đấu của FIFA, khi ghi bàn vào lưới Colombia ở Giải vô địch bóng đá U-17 thế giới 2017.

## Sự nghiệp
Sinh ra ở Manipur, Thounaojam từng nằm trong Minerva Punjab youth team. After the Giải vô địch bóng đá U-17 thế giới, Thounaojam được lựa chọn thi đấu cho Indian Arrows, một đội bóng thuộc All India Football Federation bao gồm các cầu thủ U-20 Ấn Độ để họ có thời gian chơi bóng, cho mượn từ Minerva Punjab. Anh có màn ra mắt cho cho đội bóng ở trận đầu tiên của Arrow trong mùa giải trước Chennai City. Anh đá chính và thi đấu cả trận và Indian Arrows giành chiến thắng 3–0.

## Quốc tế
Thounaojam đại diện U-17 Ấn Độ tham dự Giải vô địch bóng đá U-17 thế giới 2017 tổ chức ở Ấn Độ. In India's second match of the tournament, ngày 9 tháng 10 năm 2017 trước Colombia, he scored India's first ever goal in a FIFA tournament ever. His 82nd minute header from a corner was the equaliser for India but the team soon conceded again, a minute later, and went on to be defeated 2–1.

## Thống kê sự nghiệp
Tính đến 23 tháng 1 năm 2018
| Câu lạc bộ          | Mùa giải            | Giải vô địch        | Giải vô địch | Giải vô địch | Cúp     | Cúp       | Châu lục | Châu lục  | Tổng    | Tổng      |
| Câu lạc bộ          | Mùa giải            | Hạng đấu            | Số trận      | Bàn thắng    | Số trận | Bàn thắng | Số trận  | Bàn thắng | Số trận | Bàn thắng |
| ------------------- | ------------------- | ------------------- | ------------ | ------------ | ------- | --------- | -------- | --------- | ------- | --------- |
| Indian Arrows       | 2017–18             | I-League            | 8            | 0            | 0       | 0         | —        | —         | 8       | 0         |
| Tổng cộng sự nghiệp | Tổng cộng sự nghiệp | Tổng cộng sự nghiệp | 8            | 0            | 0       | 0         | 0        | 0         | 8       | 0         |